# Ісай Володимир Іванович
Володи́мир Іва́нович Іса́й — старший лейтенант МВС України.

## З життєпису
Здобув вищу освіту, працював в органах внутрішніх справ працював з червня 2003 року, інспектор-охоронець 2-ї роти фізичної охорони, спеціальний підрозділ міліції охорони «Титан», УДСО при ГУМВС України в місті Києві.
2 жовтня 2009 року після початку робочого дня старший лейтенант Ісай з колегою — лейтенантом Андрієм Брежнєвим заступили на службу по охороні фізичної особи. По обіді офіцери разом із охоронюваним клієнтом прибули до київського торговельного центру «4ROOM». При виході із торгового центру клієнта працівники міліції знаходилися ззовні — біля центрального входу в магазин, напроти них різко зупинився «Шевроле-Лачетті». З автомобіля вискочив невідомий та розпочав вести вогонь по міліціонерах.
Лейтенанти прикрили своїми тілами охоронювану особу. Андрій Брежнєв помер на місці, Володимир Ісай, зазнавши смертельних поранень, зробив 8 пострілів, завдав нападнику тяжких вогнепальних поранень, що в подальшому дало змогу його затримати.

## Нагороди
За особисту мужність і героїзм, виявлені у захисті державного суверенітету та територіальної цілісності України, вірність військовій присязі нагороджений
- орденом За мужність III ступеня (19.12.2014, посмертно)